# Mathieu Ngirumpatse
Mathieu Ngirumpatse (* Dezember 1939 in Rulindo, Ruanda) ist ein ehemaliger ruandischer Politiker der MRND (Mouvement républicain national pour la démocratie et le développement). Er gilt als einer der Hauptbeteiligten am Genozid 1994. Er wurde vom Internationalen Strafgerichtshof für Ruanda wegen Beteiligung am Völkermord angeklagt und zu lebenslanger Haft verurteilt.

## Leben
Mathieu Ngirumpatse wurde im Dezember 1939 in Rulindo in der Gemeinde Tare der Präfektur Kigali Rural geboren.
Ngirumpatse war Mitglied der Regierungspartei MRND, deren Vorsitz er während des Völkermords innehatte. Er war als Botschafter und Justizminister tätig. Die MRND gründete Ende 1991 die Tutsi-feindliche Interahamwe-Miliz. Laut Aussage des Schatzmeisters der Interahamwe übte Ngirumpatse einen großen Einfluss auf die Miliz aus. Er soll auch Mitglied des Netzwerks Null gewesen sein, eines Kommunikationsverbandes von Politikern und Militärs, welcher Todesschwadronen kontrollierte. 1994 soll er an der Planung von Waffendepots beteiligt gewesen sein. Der Sekretär der MDR, Donat Murego, benannte ihn als Urheber der belgienfeindlichen Kampagne des Radiosenders Radio-Télévision Libre des Mille Collines (RTLM) im Januar 1994.
Als Reaktion auf den Abschuss des Flugzeugs des Präsidenten Juvénal Habyarimana am 6. April 1994 begann der Völkermord an den Tutsi und gemäßigten Hutu. Am darauf folgenden Tag war Ngirumpatse auf einer Sitzung des Exekutivkomitees der MRND anwesend. Den Vorschlag, ihn zum neuen Präsidenten zu ernennen, soll er aus Angst um seine politische Zukunft abgelehnt haben. Wahrscheinlich erstellte er einen Notplan für die Phase nach der Krise. Er trat fortan nicht mehr in der Öffentlichkeit auf. Am 8. April schlug er den Parlamentspräsidenten Théodore Sindikubwabo auf einer Sitzung des Krisenkomitees von Militärs und Politikern verschiedener Parteien für das Amt des Präsidenten vor. Er umging hiermit das Arusha-Abkommen, berief sich jedoch auf die Verfassung von 1991, die vorsah den Parlamentspräsidenten nach dem Tod des Präsidenten für 60 Tage zu dessen Nachfolger zu machen. Ngirumpatse wirkte ebenfalls bei der Einsetzung der Übergangsregierung mit. Sein Einfluss auf die Interahamwe, die einen Großteil der Massaker des Genozids verübte, scheint auch zu dieser Zeit groß gewesen zu sein. Dies wird durch eine Aussage Jean Kambandas, des Premierministers der Übergangsregierung, bestätigt. Am 17. Mai wurde Ngirumpatse zum Generaldirektor für auswärtige Angelegenheiten ernannt.

## Verhaftung und Verurteilung
Ngirumpatse wurde am 11. Juni 1998 in Mali verhaftet. In der Folgezeit war er in Arusha, Tansania inhaftiert. Am 27. November 2003 wurde er gemeinsam mit drei mutmaßlichen Mittätern wegen der Vorbereitung und Durchführung des Völkermords im sogenannten Regierungsprozess I vom Internationalen Strafgerichtshof für Ruanda angeklagt. Aufgrund von Verfahrensunstimmigkeiten wurde am 19. September 2005 ein neuer Prozess gegen ihn angestrengt. In beiden Prozessen bekannte sich Ngirumpatse für „nicht schuldig“. 2011 wurde Ngirumpatse zu lebenslanger Haft verurteilt. In einem Berufungsverfahren wurde das Urteil 2014 bestätigt.